# Дорфман, Дэвид
Дэвид Бенджамин Дорфман (англ. David Benjamin Dorfman; род. 7 февраля 1993) — американский актёр.
Его актёрский дебют состоялся в 1999 году в телевизионном фильме Invisible Child. В том же году впервые появился и на большом экране в фильме «В поисках Галактики» (1999). Наибольшую популярность Дэвид Дорфман получил после роли Эйдана Келлера в триллере «Звонок», а также в его сиквеле «Звонок 2» (2005).
Дорфман прекратил сниматься после 2010 года. В 2006 году в возрасте 13-ти лет Дорфман поступил в Калифорнийский университет в Лос-Анджелесе, который с отличием окончил в 2011 году, после чего в 18 лет он поступил в Гарвардскую школу права. На 2019 год работал юрисконсультом Палаты представителей США и являлся высокопоставленным членом подкомитета по иностранным делам по Азии.

## Фильмография
| Год       |    | Русское название           | Оригинальное название       | Роль                |
| --------- | -- | -------------------------- | --------------------------- | ------------------- |
| 1998      | тф | —                          | Grown-Ups                   | Райан               |
| 1999      | тф | —                          | Invisible Child             | Сэм Биман           |
| 1999      | с  | Время твоей жизни          | Time of Your Life           | ребёнок             |
| 1999      | ф  | В поисках Галактики        | Galaxy Quest                | мальчик             |
| 2000      | ф  | Паника                     | Panic                       | Сэмми               |
| 2000      | ф  | Чужой билет                | Bounce                      | Джоуи Джанелло      |
| 2000—2002 | с  | Семейный закон             | Family Law                  | Рупи Холт           |
| 2001      | с  | Элли Макбил                | Ally McBeal                 | Сэм Пол             |
| 2001      | с  | —                          | Black of Life               | Ники                |
| 2002      | ф  | Звонок                     | The Ring                    | Эйдан Келлер        |
| 2002      | ф  | Неверный                   | 100 Mile Rule               | Эндрю Дейвис        |
| 2003      | ф  | Поющий детектив            | The Singing Detective       | Дэн Дарк в детстве  |
| 2003      | тф | Скачок во времени          | A Wrinkle in Time           | Чарльз Уоллас Марри |
| 2003      | ф  | Техасская резня бензопилой | The Texas Chainsaw Massacre | Джедидайя           |
| 2003—2005 | с  | Новая Жанна д’Арк          | Joan of Arcadia             | Роки Тардио         |
| 2005      | ф  | Звонок 2                   | The Ring Two                | Эйдан Келлер        |
| 2006      | с  | Говорящая с призраками     | Ghost Whisperer             | Дэниел Грин         |
| 2008      | ф  | Школа выживания            | Drillbit Taylor             | Эммит               |
| 2010      | с  | Зомби с дороги             | Zombie Roadkill             | Саймон              |